# Witte Klok
Witte Klok is een straat in Amsterdam Nieuw-West.

## Geschiedenis en ligging
De straat kreeg per raadsbesluit van 16 juli 1958 haar naam; een vernoeming naar een gesloopte boerenhofstede binnen de gemeente Sloten. Tot 1921 was die gemeente eigenaar van de gronden, maar werd toen geheel geannexeerd door gemeente Amsterdam. Witte Klok heeft het uiterlijk van een hofje, dat ingeklemd ligt tussen het Blomwijckerpad en de Osdorpergracht. Voor bijna alle verkeer is Witte Klok doodlopend; alleen voetgangers kunnen een doorsteek maken naar de twee belendende hofjes (Cromme Camp en Groenpad).

## Gebouwen
Huisnummers lopen doorlopend op van 1 tot en 20. De woningen stammen uit de periode na het Algemeen Uitbreidingsplan van Cor van Eesteren. Aan Witte Klok zijn twee contrasterende gebouwen neergezet. Het eerste bestaat uit rijtjeswoningen opgetrokken in één bouwlaag aan de zuidkant van de straat; zij kijken aan de achterzijde uit over de Osdorpergracht en aan de noordkant op de speelplaats. Aan de westkant staat een flat met portiekwoningen met op de begane grond bergingen en garages met daarop vier bouwlagen alsmede een zolderetage. Het is een L-vormig gebouw met een vleugel aan het Blomwijckerspad, via een scharnierpunt. Beide gebouwen zijn ontworpen door Jaap Schipper (1915-2010) en stammen uit 1959. Ze moesten passen in de ideeën van Van Eesteren en Jakoba Mulder. De flat is zo gesitueerd dat ouders hun kroost, wanneer die op de speelplaats speelde, vanaf het balkon in de gaten konden houden. 
De flat werd in 2019/2020 gerenoveerd, waarbij vlakken tussen de raampartijen werden opgevuld met reliëfs.

## Kunst
Er zijn behoudens genoemde reliëfs twee uitingen van kunst in de openbare ruimte. Een daarvan is een koe, een cadeau van woningbouwvereniging Rochdale aan de bewonersvereniging Blomwijck. Het ander is de zogenaamde Speelplaats Witte Klok.

### Speelplaats Witte Klok
De speelplaats staat sinds 1965 in het plantsoen. Het is een openbare speelplaats. Kinderen konden hier buitenspelen zonder dat ouders lid moesten zijn van een speeltuinvereniging. Het idee van deze speelplaatsen kwam van Van Eesteren en Mulder. Mulder schakelde vervolgens Aldo van Eyck in, die de speeltoestellen ontwierp. Voor de Speelplaats Witte Klok werd een Iglo/klimkoepel, een aantal duikelrekken en een zandbak geplaatst; die laatste met de vijfhoek in het midden. Er werden in de jaren vijftig, zestig en zeventig honderden van dit soort speelplaatsen ingericht met de toestellen van Van Eyck. Door vernieuwingen vanaf de jaren tachtig is het merendeel van deze speelplaatsen verdwenen. Het bijzondere van speelplaats Witte Klok is dat zij nog een van de vijftien gave overgebleven speelplaatsen met toestellen van Van Eyck is (gegevens 2016). Het enige dat sinds de aanleg gewijzigd is, zijn de rubberen tegels, geplaatst om de vallende jeugd wat zachter op te vangen.

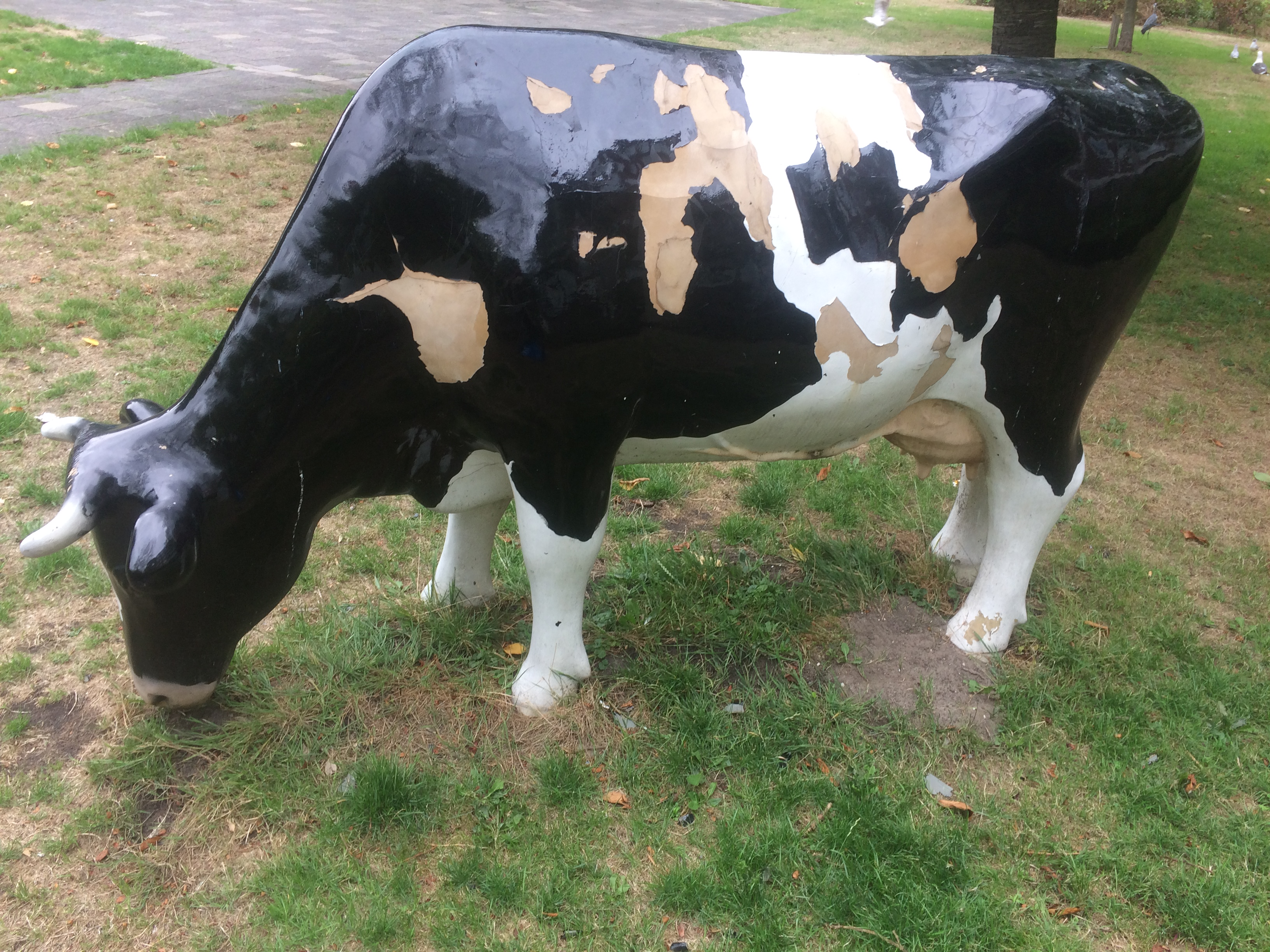
Koe in augustus 2018

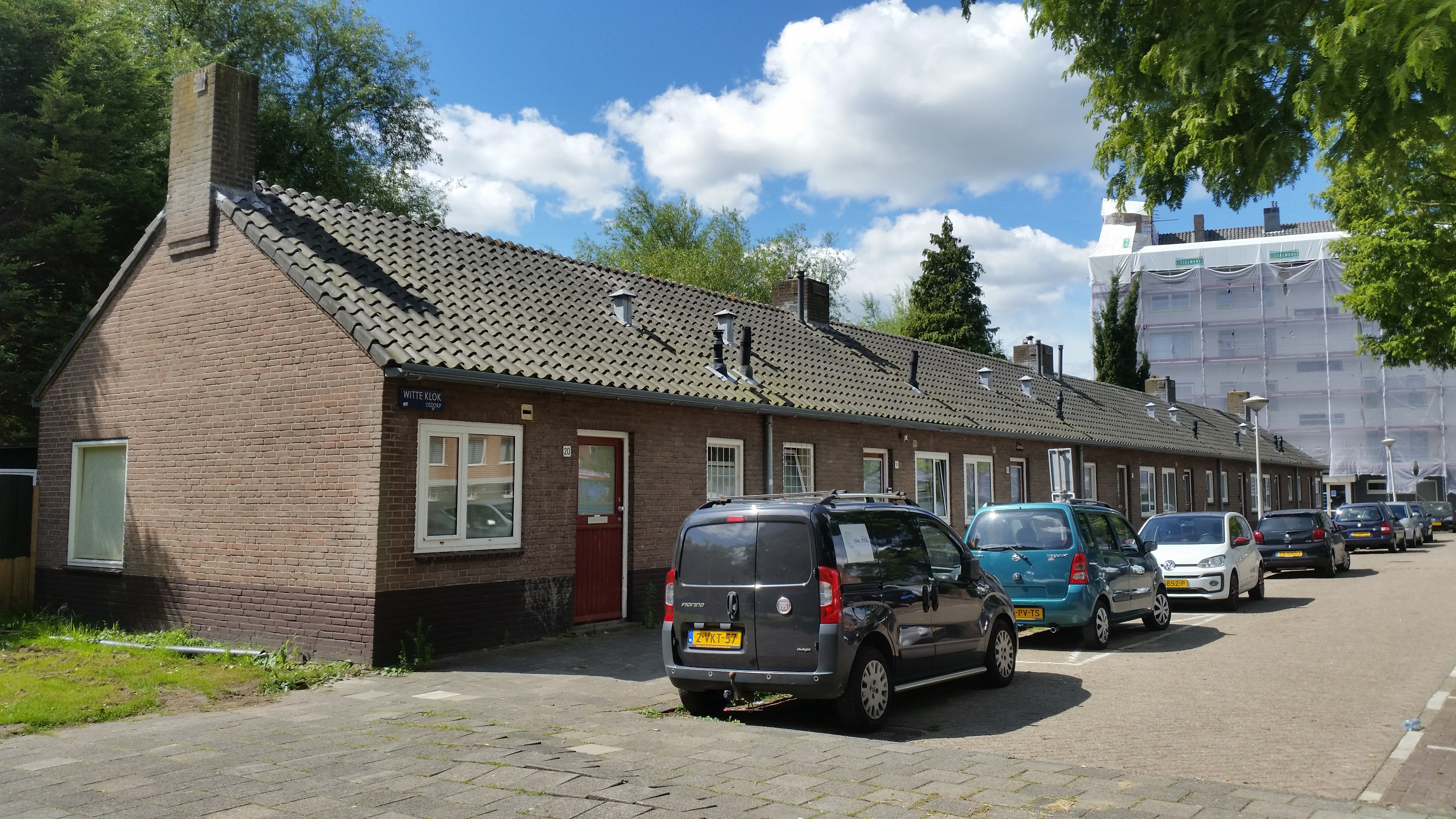
Laagbouwblokje (juli 2020)